# Texas flagga
Texas flagga antogs redan 1839, när Texas ännu var en självständig republik (Republiken Texas), sex år innan Texas blev medlem i Amerikas Förenta Stater och delstat däri. Flaggan kallas The Lone Star Flag (Den ensamma stjärnans flagga), vilket har givit Texas smeknamnet The Lone Star State.

## Burnetflaggan
Republiken Texas hade först en annan flagga, känd som Burnetflaggan, som var antagen 1836. Den bestod av en stor gyllene stjärna på en azurblå bakgrund, och var inspirerad av den kortvariga republiken Västfloridas flagga (The Bonnie Blue Flag) från 1810.

## Galleri

Texas revolutionsflagga med årtalet för 1824 års mexikanska konstitution. Denna flag kan ha hissats över Alamo.[3] Samma flagga var även handelsflagga 1835–1836.
Zavalaflaggan, en inofficiell nationalflagga från republikens första år.
Burnetflaggan, Republiken Texas officiella nationalflagga 1836–1839.
Republiken Texas örlogsflagga 1836–1839.
Lone Star Flag, Republiken  Texas officiella nationalflagga och örlogsflagga 1839–1845 och Texas delstatsflagga 1845–1879, samt från 1933.
Republiken  Texas handelsflagga för kustfart 1839–1845.
Tullmyndighets- flagga 1839-1845.
Lotsflagga 1839-1845.